# Мехмет Хетемай
Мехмет Хетемай (фін. Mehmet Hetemaj, нар. 8 грудня 1987, Србиця) — фінський футболіст косовського походження, що грав на позиції захисника та півзахисника.
Виступав, зокрема, за клуб СІК, з яким став чемпіоном та володарем Кубка Фінляндії, а також національні збірні Фінляндії та Косова.

## Клубна кар'єра
Народився 8 грудня 1987 року в місті Србиця, СФРЮ (нині — Скендерай, Косово), але в 1992 році разом із сім'єю емігрував до Фінляндії. Вихованець футбольної школи клубу ГІК. Дорослу футбольну кар'єру розпочав 2006 року в основній команді того ж клубу, в якій провів два сезон, взявши участь у 17 матчах чемпіонату і у першому з них виграв з командою національний кубок, а також став віце-чемпіоном Фінляндії.
У другій половині 2007 року грав на правах оренди за «Віікінгіт», після чого підписав контракт з грецьким «Паніоніосом», але і тут не був основним гравцем, тому здавався в оренду спочатку у місцевий «Фрасивулос», а потім в італійське «АльбіноЛеффе» з Серії В. 28 червня 2010 року його викупив італійський клуб і в наступні два сезони грав там на повноцінній основі.

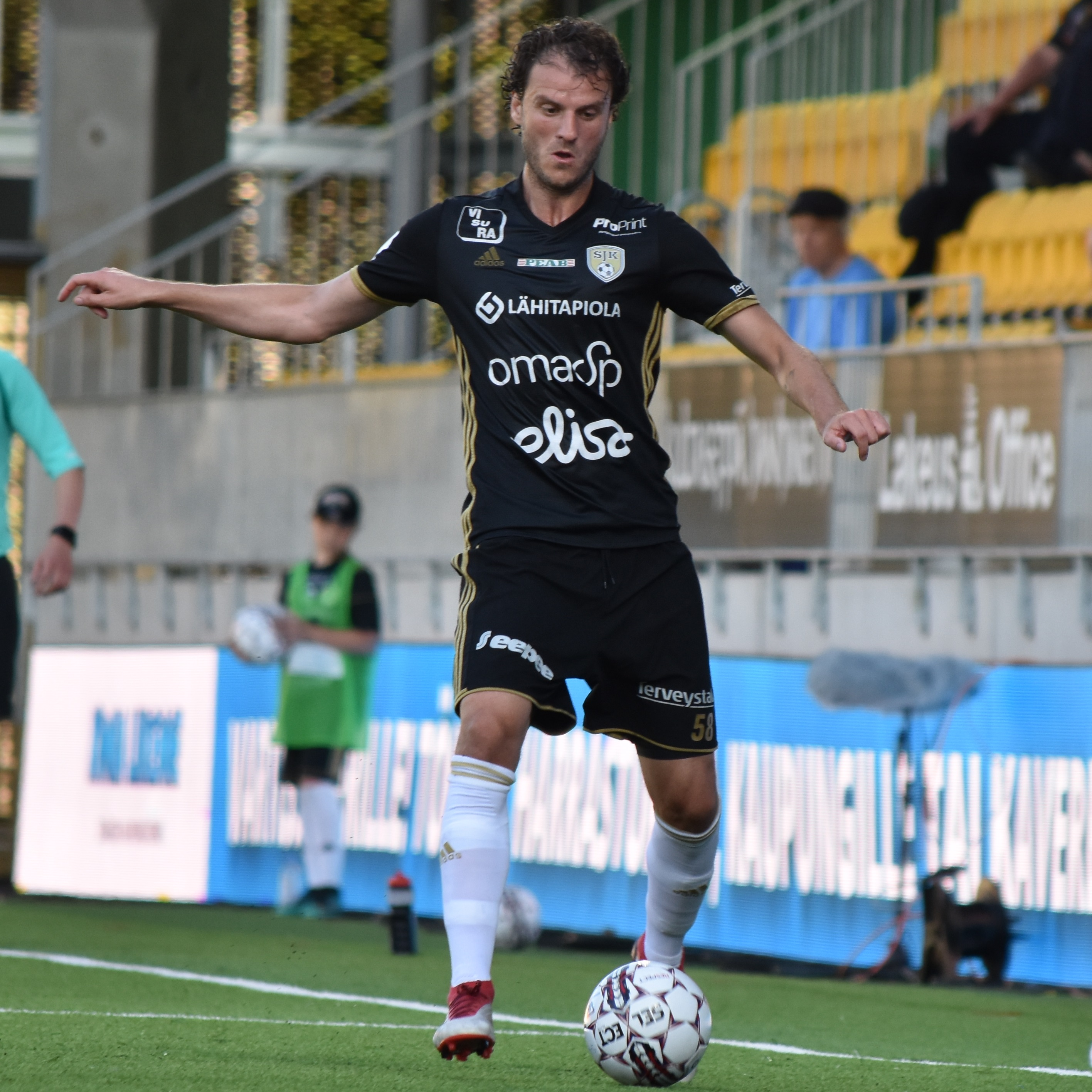
Мехмет Хетемай під час виступів за СІК. 2018 рік.

Після вильоту команди до третього італійського дивізіону, Мехмета було віддано в оренду до іншої команди Серії В «Реджина». Контракт оренди з «Реджиною» закінчився після завершення сезону 2012/13, і Хетемай повернувся до «АльбіноЛеффе», де за пів року зіграв 5 матчів у Лезі Про, після чого у січні 2014 року Хетемай на правах оренди перейшов у фінську «Гонку».
У липні 2014 року приєднався до італійського клубу «Монца», де грав до кінця року, а у січні 2015 року перейшов до клубу СІК, де швидко лідером команди, а з 2019 року і її капітаном. З цим клубом у 2015 році виграв чемпіонат країни, а наступного року і Кубок Фінляндії. Завершив професійну кар'єру футболіста виступами за команду СІК в кінці 2022 року.

## Виступи за збірні
Протягом 2007—2009 років залучався до складу молодіжної збірної Фінляндії, з якою брав участь у молодіжному чемпіонаті Європи 2009 року у Швеції, де фіни фінішували без очок на останньому четвертому місці. Всього на молодіжному рівні зіграв у 18 офіційних матчах, забив 2 голи.
4 лютого 2009 року дебютував в офіційних іграх у складі національної збірної Фінляндії в товариському матчі проти Японії (1:5). Загалом протягом кар'єри в національній команді, яка тривала 9 років, провів у її формі 7 матчів, забивши 1 гол.
Крім того 21 травня 2014 року дебютував у складі збірної Косова не визнаної на той момент ФІФА та УЄФА у товариському матчі зі збірною Туреччини (1:6). Цей матч так і залишився єдиним для гравця, оскільки після того як ця збірна отримала офіційний статус у 2016 році, Хетемай вирішив продовжити грати за фінську команду і втратив право виходити на поле у збірній Косово.

## Статистика виступів

### Статистика клубних виступів
| Сезон                    | Команда                  | Чемпіонат                | Чемпіонат | Чемпіонат | Національний кубок | Національний кубок | Національний кубок | Континентальні кубки | Континентальні кубки | Континентальні кубки | Інші змагання | Інші змагання | Інші змагання | Усього | Усього |
| Сезон                    | Команда                  | Ліга                     | Ігор      | Голів     | Ліга               | Ігор               | Голів              | Ліга                 | Ігор                 | Голів                | Ліга          | Ігор          | Голів         | Ігор   | Голів  |
| ------------------------ | ------------------------ | ------------------------ | --------- | --------- | ------------------ | ------------------ | ------------------ | -------------------- | -------------------- | -------------------- | ------------- | ------------- | ------------- | ------ | ------ |
| 2005                     | ГІК                      | ВЛ                       | 9         | 0         | КФ                 | 0                  | 0                  | -                    | -                    | -                    | -             | -             | -             | 9      | 0      |
| 2006                     | ГІК                      | ВЛ                       | 8         | 1         | КФ                 | 0                  | 0                  | -                    | -                    | -                    | -             | -             | -             | 8      | 1      |
| Усього за ГІК            | Усього за ГІК            | Усього за ГІК            | 17        | 1         |                    | 0                  | 0                  |                      |                      |                      |               |               |               | 17     | 1      |
| 2007                     | «Віікінгіт»              | ВЛ                       | 9         | 0         | КФ                 | 0                  | 0                  | -                    | -                    | -                    | -             | -             | -             | 9      | 0      |
| січ.-черв. 2008          | «Паніоніос»              | СЛ                       | 6+4       | 0         | КГ                 | -                  | -                  | -                    | -                    | -                    | -             | -             | -             | 10     | 0      |
| 2008-січ. 2009           | «Паніоніос»              | СЛ                       | 0         | 0         | КГ                 | 0                  | 0                  | Інт                  | 1                    | 0                    | -             | -             | -             | 1      | 0      |
| Усього за Panionios      | Усього за Panionios      | Усього за Panionios      | 6+4       | 0         |                    | 0                  | 0                  |                      | 1                    | 0                    |               |               |               | 11     | 0      |
| січ.-черв. 2009          | «Фрасивулос»             | СЛ                       | 9         | 0         | КГ                 | -                  | -                  | -                    | -                    | -                    | -             | -             | -             | 9      | 0      |
| 2009–10                  | «АльбіноЛеффе»           | B                        | 23        | 1         | КІ                 | 1                  | 0                  | -                    | -                    | -                    | -             | -             | -             | 24     | 1      |
| 2010–11                  | «АльбіноЛеффе»           | B                        | 36+1      | 0         | КІ                 | 2                  | 0                  | -                    | -                    | -                    | -             | -             | -             | 39     | 0      |
| 2011–12                  | «АльбіноЛеффе»           | B                        | 35        | 0         | КІ                 | 2                  | 0                  | -                    | -                    | -                    | -             | -             | -             | 37     | 0      |
| 2012–13                  | «Реджина»                | B                        | 29        | 0         | КІ                 | 2                  | 0                  | -                    | -                    | -                    | -             | -             | -             | 31     | 0      |
| 2013-січ. 2014           | «АльбіноЛеффе»           | ПД                       | 5         | 0         | КІ                 | 0                  | 0                  | -                    | -                    | -                    | -             | -             | -             | 5      | 0      |
| Усього за «АльбіноЛеффе» | Усього за «АльбіноЛеффе» | Усього за «АльбіноЛеффе» | 99+1      | 1         |                    | 5                  | 0                  |                      |                      |                      |               |               |               | 105    | 1      |
| 2014                     | «Гонка»                  | ВЛ                       | 8         | 1         | КФ                 | 0                  | 0                  | ЛЄ                   | 2                    | 0                    | -             | -             | -             | 10     | 1      |
| 2014-січ. 2015           | «Монца»                  | ЛП                       | 17        | 0         | КІ-ЛП              | 0                  | 0                  | -                    | -                    | -                    | -             | -             | -             | 17     | 0      |
| 2015                     | СІК                      | ВЛ                       | 31        | 2         | КФ                 | 3                  | 0                  | ЛЄ                   | 2                    | 0                    | -             | -             | -             | 36     | 1      |
| 2016                     | СІК                      | ВЛ                       | 17        | 1         | КФ                 | 8                  | 6                  | ЛЧ                   | 2                    | 0                    | -             | -             | -             | 27     | 7      |
| 2017                     | СІК                      | ВЛ                       | 18        | 1         | КФ                 | 0                  | 0                  | ЛЄ                   | 2                    | 0                    | -             | -             | -             | 20     | 1      |
| Усього за СІК            | Усього за СІК            | Усього за СІК            | 66        | 4         |                    | 11                 | 6                  |                      | 6                    | 0                    |               |               |               | 83     | 10     |
| Усього за кар'єру        | Усього за кар'єру        | Усього за кар'єру        | 268+5     | 7         |                    | 18                 | 6                  |                      | 9                    | 0                    |               |               |               | 300    | 13     |

### Статистика виступів за збірну
| Дата      | Місто     | Господарі | Результат | Гості       | Турнір           | Голи | Примітки |
| --------- | --------- | --------- | --------- | ----------- | ---------------- | ---- | -------- |
| 4-2-2009  | Токіо     | Японія    | 5 – 1     | Фінляндія   | товариський матч | -    | 46'      |
| 21-5-2010 | Таллінн   | Естонія   | 2 – 0     | Фінляндія   | товариський матч | -    | 46'      |
| 24-1-2014 | Нізва     | Оман      | 0 – 0     | Фінляндія   | товариський матч | -    | 77'      |
| 21-5-2014 | Гельсінкі | Фінляндія | 2 – 2     | Чехія       | товариський матч | -    |          |
| 10-1-2016 | Абу-Дабі  | Швеція    | 3 – 0     | Фінляндія   | товариський матч | -    | 46'      |
| 13-1-2016 | Абу-Дабі  | Фінляндія | 0 – 1     | Ісландія    | товариський матч | -    | 46'      |
| 7-6-2017  | Турку     | Фінляндія | 1 – 1     | Ліхтенштейн | товариський матч | 1    | 57'      |
| Усього    |           | Матчів    | 7         |             | Голів            | 1    |          |

## Титули і досягнення
- Чемпіон Фінляндії (1):

СІК: 2015
- Володар Кубка Фінляндії (2):

ГІК: 2006
СІК: 2016

## Особисте життя
Старший брат Мехмета, Перпарім Хетемай, також був футболістом і грав за збірну Фінляндії. Їх сестра, Фатбардхе Хетемай, фінський політик, обрана жінкою року-біженкою у 2009 році.